# ردب ضلعي منصفي
الرَّدْبُ الضِّلْعِيُّ المَنْصِفِيُّ للجَنْبَة هو فراغ محتمل على الحدود من غشاء الجنب المنصف وغشاء الجنب الضلعي. يساعد الفراغ على توسع الرئة أثناء الشهيق العميق، على الرغم من أن دورها ليس مهمًا مثل الردب الضلعي الحجابي والذي يتميز بحجم أكبر. تتسع الرئة لتشمل الردب الضلعي المنصف حتى أثناء الشهيق الضحل. يظهر الردب واضحاً عند الثلمة الفؤادية في الرئة اليسرى.

## روابط خارجية
- صور تشريحية:19:03-0101 في مركز داونستيت الطبي التابع لجامعة نيويورك - «التجاويف الجنبية والرئتين: عطلة Costomediastinal»
- أطلس تشريح جامعة ميشيغان lung_pleura - «صورة بالأشعة السينية والصدر والمنظر الأمامي الخارجي»
- رسم تخطيطي في port.ac.uk